# 東中島村 (新潟県)
東中島村（ひがしなかじまむら）は、かつて新潟県南魚沼郡にあった村。

## 沿革
- 1889年（明治22年）4月1日 - 町村制施行に伴い南魚沼郡大木六新田、中野村、五郎丸村、徳田新田、仙石村が合併し、東中島村が発足。
- 1901年（明治34年）11月1日 - 南魚沼郡西中島村、大木六村、大和村と合併し、中之島村となり消滅。